# Ingrid Superstar
Ingrid Superstar (* um 1944; † nach 1. Dezember 1986) ist oder war eine US-amerikanische Schauspielerin und ein Andy-Warhol-„Superstar“.

## Leben
Die Schauspielerin zählt zu den rätselhaftesten Erscheinungen aus dem Umfeld von Andy Warhol und seiner Factory. Selbst die Warhol-Biografen Victor Bockris, David Bourdon, Ultra Violet und Steven Watson sind sich uneinig über ihren wirklichen Namen und ihre genauen Lebensdaten.
Bockris verwendete in seinen Büchern den Nachnamen „Ingrid von Scheflin“, Bourdon nannte sie „Ingrid von Scheven“, Ultra Violet „Ingrid von Scherven“ und Steven Watson schließlich „Ingrid von Schefflen“.
Als einigermaßen gesichert kann gesagt werden, dass die ehemalige Büroangestellte aus New Jersey stammte. Die hochgewachsene Frau prägte mit ihrem markanten Gesicht zahlreiche Warhol-Produktionen (unter anderem Chelsea Girls, Bike Boy u. a.). Warhol wählte die aus der Arbeiterklasse stammende Schauspielerin als Gegenpart zu seiner High-Society-Aktrice Edie Sedgwick. Ingrid brachte mit ihrem Naturtalent, spontan zu agieren, Humor in die Warhol-Filme, trat aber meistens nur in Nebenrollen auf, wobei sie oft Opfer der Warholschen „Dramaturgie“ wurde. Schließlich löste Ingrid Superstar die immer stärker drogenabhängige Sedgwick ganz ab. Doch wie viele andere Warhol-„Superstars“ verglühte auch Ingrid bald zur Sternschnuppe. 
Mitte der 1980er Jahre wurde sie wegen Prostitution und Drogenhandels angeklagt. Sie verschwand im Dezember 1986 spurlos aus ihrer Wohnung in Kingston, New York City. Zum Zeitpunkt ihres Verschwindens war sie 42 Jahre alt. Ihre Mutter suchte noch jahrelang mit Zeitungsanzeigen nach der Vermissten. Ingrid wurde später für tot erklärt, ihre Leiche jedoch nie gefunden.
Gerard Malanga, Warhols Mitarbeiter und späterer Biograf, sagte einmal: „Ingrid war zwar ein Schatz, aber ihr fehlte jegliche Klasse.“